# International Women's Open 1985
L'International Women's Open 1985 è stato un torneo di tennis giocato sull'erba. 
È stata l'11ª edizione del torneo di Eastbourne, che fa parte del Virginia Slims World Championship Series 1985. 
Si è giocato a Eastbourne in Inghilterra, dal 17 al 23 giugno 1985.

## Campionesse

### Singolare
Martina Navrátilová ha battuto in finale  Helena Suková con il punteggio di 6–4, 6–3

### Doppio
Martina Navrátilová /  Pam Shriver hanno battuto in finale  Kathy Jordan /  Elizabeth Sayers Smylie con il punteggio di 7–5, 6–4